# Pierce City
Pierce City és una població dels Estats Units a l'estat de Missouri. Segons el cens del 2000 tenia 1.385 habitants.

## Demografia
Segons el cens del 2000, Pierce City tenia 1.385 habitants, 574 habitatges, i 378 famílies. La densitat de població era de 438,3 habitants per km².
Dels 574 habitatges en un 33,3% hi vivien nens de menys de 18 anys, en un 48,4% hi vivien parelles casades, en un 12,5% dones solteres, i en un 34% no eren unitats familiars. En el 28,6% dels habitatges hi vivien persones soles el 12,9% de les quals corresponia a persones de 65 anys o més que vivien soles. El nombre mitjà de persones vivint en cada habitatge era de 2,41 i el nombre mitjà de persones que vivien en cada família era de 2,96.
Per edats la població es repartia de la següent manera: un 25,8% tenia menys de 18 anys, un 10,8% entre 18 i 24, un 28,2% entre 25 i 44, un 22,1% de 45 a 60 i un 13,1% 65 anys o més.
L'edat mediana era de 35 anys. Per cada 100 dones de 18 o més anys hi havia 84,7 homes.
La renda mediana per habitatge era de 24.186 $ i la renda mediana per família de 34.219 $. Els homes tenien una renda mediana de 23.429 $ mentre que les dones 17.857 $. La renda per capita de la població era de 12.310 $. Entorn del 18,3% de les famílies i el 20,6% de la població estaven per davall del llindar de pobresa.

## Poblacions més properes
El següent diagrama mostra les poblacions més properes.